# Châtillon (azienda)
La Châtillon (pron. fr. AFI: [ʃatijɔ̃]) o Società Anonima Italiana per le Fibre Tessili Artificiali S.p.A. è stata un'azienda italiana operante nel settore delle tecnofibre.

## Storia

### Origini
Nel 1917, in piena prima guerra mondiale, fu fondata Soie de Châtillon (pron. fr. AFI: [swa də ʃatijɔ̃] - che significa in italiano "Seta di Châtillon") con uno stabilimento nell'omonimo comune valdostano, più vicino alle centrali idroelettriche, in epoche in cui il trasporto di energia sulle lunghe distanze era ancora problematico.
Il procedimento scelto fu quello alla viscosa (poi rayon) che in quel momento era il più diffuso. La società ebbe ben presto un largo sviluppo in Piemonte: a Ivrea e a Vercelli si costruirono grandi stabilimenti che dettero occupazione a migliaia di operai. Nelle fasi più squisitamente tessili di preparazione dei filati (torcitura, binatura, orditura) la manodopera era prevalentemente femminile.
A Motta San Damiano, in provincia di Pavia la controllata S.A. Carlo De Sigis aveva uno stabilimento per la produzione del solfuro di carbonio.
Nel 1926 passa sotto la proprietà di Banca Commerciale Italiana e nel 1929 viene acquisita da Sofindit che nel 1934 la cederà a IRI.
Nel 1942 viene ceduta ad un consorzio di industriali lanieri, diventando Chatillon - Società Anonima Italiana Fibre Tessili Artificiali S.p.A.
Nel dopoguerra la Châtillon estese la sua attività anche alle fibre sintetiche in particolare nylon 6 da caprolattame e poliestere, soprattutto fiocco.
Il peso della Châtillon nel panorama finanziario andò anche oltre la sua importanza industriale e il proprio presidente Furio Cicogna diventò presidente della Confindustria dal 1961 al 1966.

### L'assorbimento dell'Acsa e l'entrata nell'orbita Montedison
Entrata nel 1955 nell'orbita della Edison, assorbì l'Acsa, che a Marghera aveva costruito uno stabilimento per la produzione delle fibre acriliche; nel 1966 confluì nel gruppo Montedison, a seguito della fusione tra la Montecatini e la Edison (che fino ad allora deteneva il suo controllo).

### La nascita della Montefibre
Nel 1972 si fonderanno per incorporazione nella Châtillon altre due aziende del gruppo, la Rhodiatoce e la Polymer; la Châtillon assunse quindi la denominazione di Montefibre, società creata da Montedison per riunificare le attività del gruppo in tema di fibre chimiche.
A seguito del riordino delle attività produttive della Montefibre (1981) venne ripresa, per designare una delle società figlie monoprodotto, la denominazione Châtillon, che andò ad indicare quella che gestiva, con un capitale di 2 miliardi di lire e 1.200 dipendenti, la produzione della viscosa e dell'acetato di cellulosa negli stabilimenti di Châtillon e Vercelli.
La società era quotata in borsa, ma ben presto segnò perdite rilevantissime; nel 1985 verrà definitivamente liquidata dalla Montefibre.